# Vámosderecske
Vámosderecske (másként Sopronderecske, 1899-ig Derecske, németül: Draßmarkt, horvátul: Racindrof) mezőváros Ausztriában, Burgenland tartományban, a Felsőpulyai járásban.

## Fekvése
Felsőpulyától 11 km-re nyugatra fekszik. Felsőrámóc és Répcekároly tartozik hozzá.
A kataszteri közösségek Draßmarkt, Répcekároly és Felsőrámóc.

## Története
Vámosderecskét  1289-ben "Traizzendorf" néven mint megerősített települést említik először. 1401-ben a Moróczhidaiak a Pottendorfereknek adták zálogba. Magyar nevének előtagját 1425-ben létesített vámjáról kapta, amely Lánzsér várához tartozott. Fiók-harmincadhely is volt. Magyar neve először 1425-ben szerepel "Poss. Derezke" alakban, majd  a pozsonyi káptalan 1441-ben kibocsátott oklevelében "Poss. Derechke al. nom. Traczondorff" alakban mindkét nyelven említik. Az 1498-as Corpus Jurisban "Trassendorf" néven szerepel.
1614-ben II. Mátyástól vásártartási és korlátozott ítélkezési jogot kapott. Ekkor készült a pellengér is.

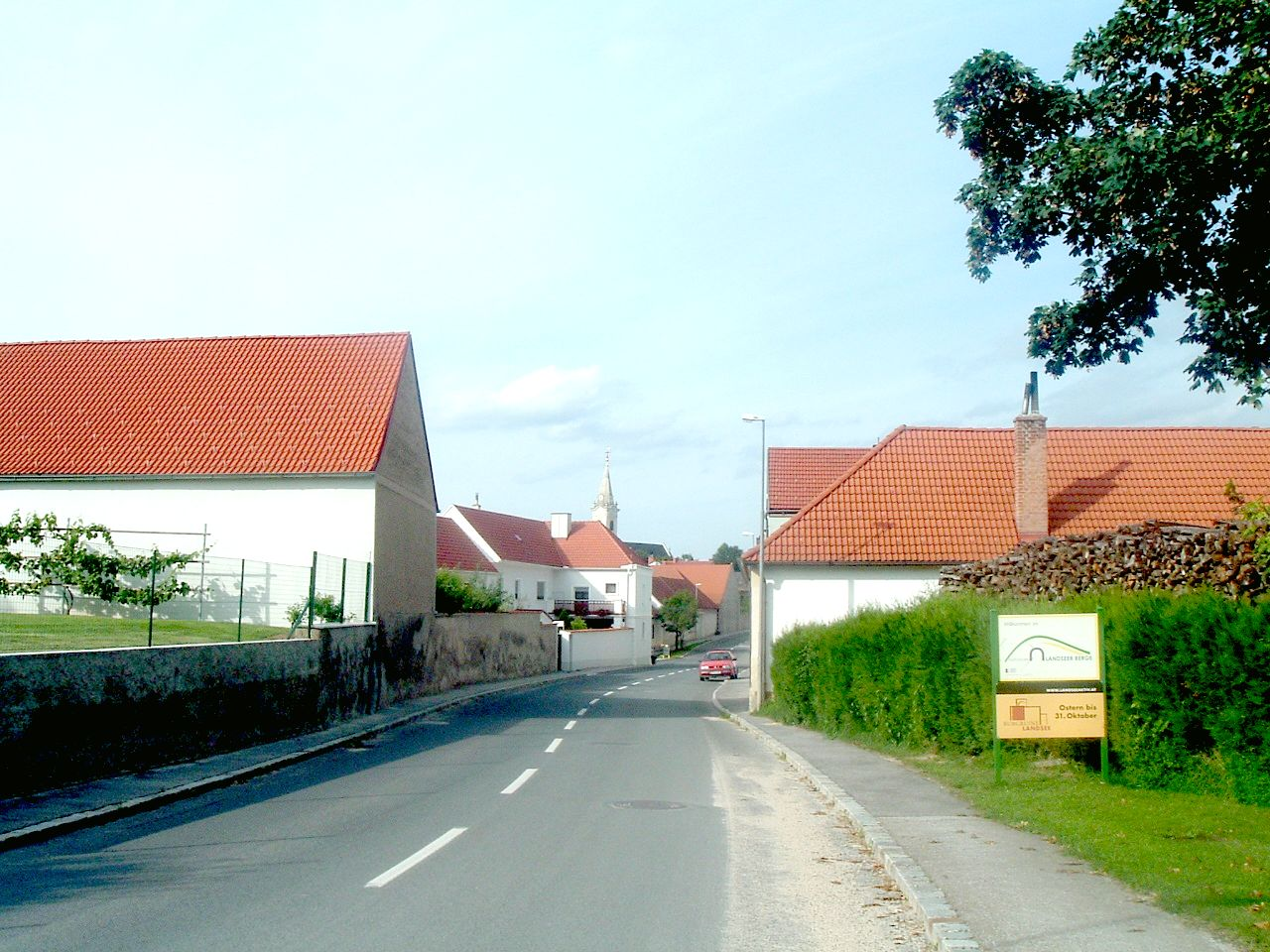
Vámosderecske utcarészlet.

Vályi András szerint " DERECSKE. Drasszenmark. Ratzendorf. Elegyes falu Sopron Vármegyében, földes Ura Hertzeg Eszterházy Uraság, lakosai katolikusok, fekszik Soprontol három mértföldnyire, határja meglehetős termékenységű, de szőleje nintsen, ’s egyéb fogyatkozásaiért is a’ harmadik Osztályba tétettetett."
Fényes Elek szerint " Derecske, németül Draszmarkt, német falu, Sopron vgyében, Sopronhoz délnyugotra 3 mfd., 890 kath. lak., s paroch. egyházzal. Van 24 1/ fertályos, és 56 nyolczados földesgazda, 900 h. irtásföld, 275 h. rét, legelő az erdő, melly 1600 hold; szőleje kivágatott. Földje középszerű; erdeje, melly egészen az uraságé, fenyő, tölgy, cserfákból áll. Birja hg. Eszterházy."
1910-ben 1138 lakosa volt (1068 német - 93,8%, 56 magyar - 4,9%, 11 horvát - 1%), akik túlnyomórészt (97,3%) a római katolikus felekezethez tartoztak. A trianoni békeszerződésig Sopron vármegye Felsőpulyai járásához tartozott. 1971-óta a szomszédos Répcekároly és Felsőrámóc falvakkal együtt alkot közös közigazgatási egységet.

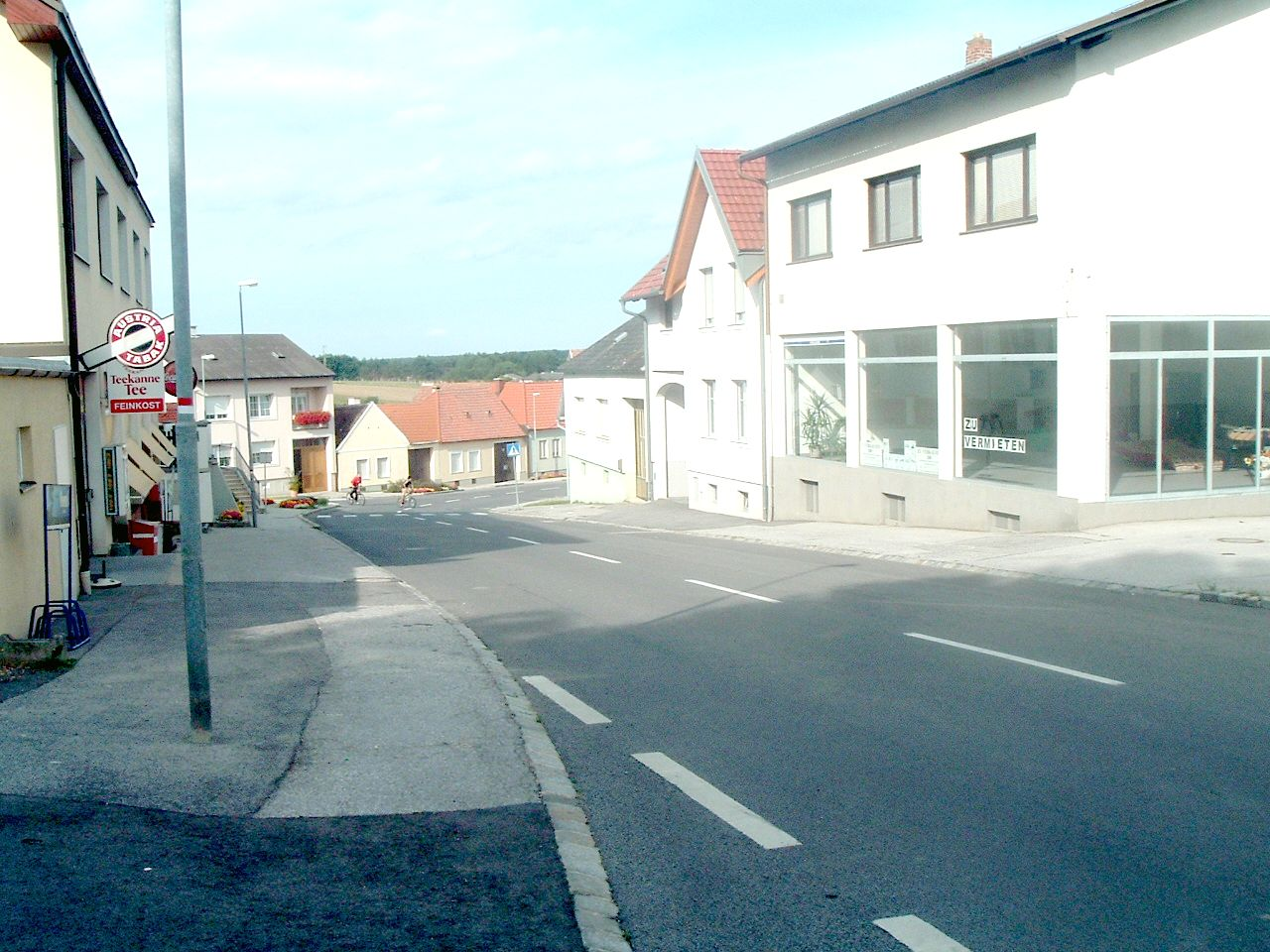
Vámosderecske utcarészlet.

## Nevezetességei
- Szent András apostol tiszteletére szentelt római katolikus plébániatemploma a 17. században épült. A templomot korabeli védőfal is övezi.
- A központban a 17. századból való szégyenoszlop (pellengér) látható.

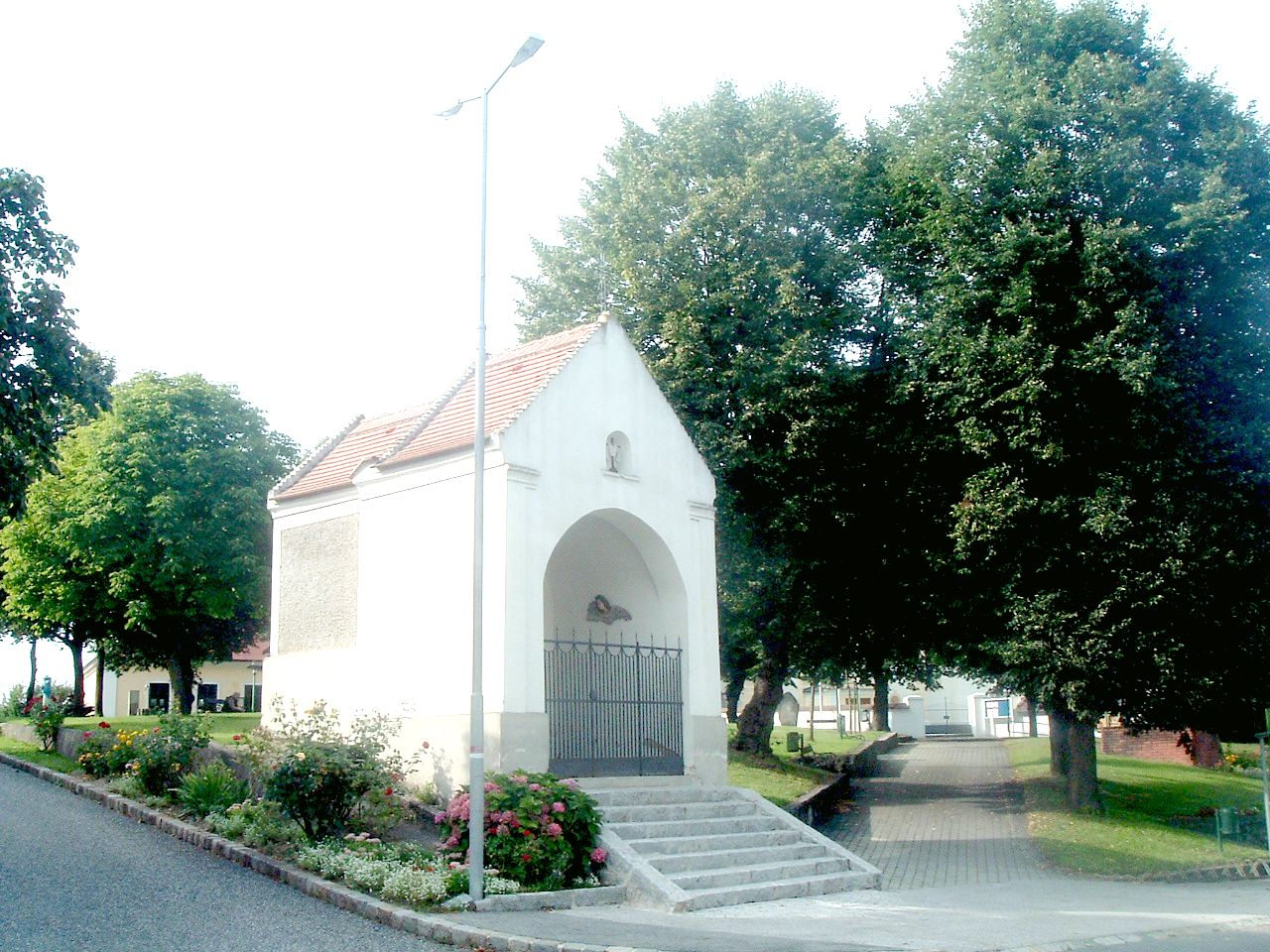
Szent János kápolna

- Szent János kápolna.

## Külső hivatkozások
- Hivatalos oldal
- Vámosderecske az Osztrák Statisztikai Hivatal honlapján
- Vámosderecskei fórum
- Az Etnikai-Nemzeti Kisebbségkutatóintézet adatbázisa
- Mutatós parasztházak Vámosderecskén[halott link]
- A vámosderecskei "Heimatklänge" zenekar honlapja